# Grand Theft Auto: The Trilogy — The Definitive Edition
Grand Theft Auto: The Trilogy — The Definitive Edition — сборник компьютерных игр в жанре action-adventure, представляющий собой ремастерированные версии трёх игр во франшизе Grand Theft Auto: Grand Theft Auto III (2001), Grand Theft Auto: Vice City (2002) и Grand Theft Auto: San Andreas (2004). Обновлённые версии были разработаны американской студией Grove Street Games и изданы Rockstar Games. Выход сборника на платформах Windows, PlayStation 4, PlayStation 5, Xbox One, Xbox Series X/S и Nintendo Switch состоялся 11 ноября 2021 года. 14 декабря 2023 года он стал доступен для устройств на Android и iOS. Во все три игры были внесены многие улучшения в игровом процессе и графике. Во всех трёх играх представлены разные герои и места действия в рамках одной и той же последовательности. Grand Theft Auto III рассказывает историю о молчаливом протагонисте Клоде из Либерти-Сити, который хочет поквитаться со своей бывшей подругой Каталиной за предательство при ограблении банка; в Vice City главным героем является Томми Версетти из Вайс-Сити, ставший жертвой сговора своего криминального босса Сонни Форелли; San Andreas же повествует о вернувшемся домой после убийства своей матери Карле Джонсоне по прозвищу Си-Джей, столкнувшегося с коррумпированными властями и влиятельными преступниками.
Разработка трилогии ремастеров заняла два года и была сосредоточена на сохранении внешнего вида оригинальной трилогии; в частности, физика была полностью взята с оригинала, а для масштабирования и улучшения качества текстур использовался искусственный интеллект. Команда разработчиков тщательно изучала игры и часто консультировалась с Rockstar North, разработчиками трилогии. Перед релизом из цифровых магазинов были удалены оригинальные три игры, что вызвало негативную реакцию со стороны игрового сообщества.
The Definitive Edition на выходе получила смешанные отзывы — из положительных сторон выделяли улучшенные визуальные эффекты, освещение и управление, но в качестве недостатков отмечали многочисленные технические проблемы и модели некоторых персонажей. Релиз был также омрачён проблемами с магазином Rockstar Games, из-за которых он был три дня недоступен, и ревью-бомбингом на Metacritic. Из-за крайне негативной реакции на обновлённую трилогию через несколько дней Rockstar выступила с извинениями за провальный выпуск и заявила о своих намерениях улучшить ремастеры с помощью патчей, а также пообещала вернуть оригинальные версии в свой магазин.

## Содержание
Grand Theft Auto: The Trilogy — The Definitive Edition содержит три игры из серии Grand Theft Auto: Grand Theft Auto III, Grand Theft Auto: Vice City и Grand Theft Auto: San Andreas. Все три игры представляют собой экшен от третьего лица с элементами автомобильного симулятора в большом и открытом для исследования игровом мире. Действия этих игр происходят от третьего лица, в котором игрокам требуется выполнять миссии — линейные сценарии с поставленными целями — чтобы прогрессировать через историю. Вне миссий игроки могут свободно перемещаться по открытому миру и иметь возможность выполнять дополнительные побочные миссии. Некоторые области игр становятся разблокированными по мере прохождения игроком сюжетной линии.
Действия игры Grand Theft Auto III происходят в 2001 году в Либерти-Сити, воссозданного по мотивам Нью-Йорка. Главным героем игры является Клод, которого во время ограбления предала и застрелила его сообщница Каталина, оставив Клода умирать. Поиски предательницы, чтобы свести с ней счёты, приводят Клода в мир преступности, наркотиков, бандитских разборок и коррупции. Vice City, действия которого происходят в 1986 году в вымышленном городе Вайс-Сити (прототипом которого стал Майами), следует за гангстером Томми Версетти, который, выйдя из тюрьмы и попав в засаду на наркодельца, начинает постепенно строить свою собственную криминальную империю, захватывая власть у других преступных организаций в городе. San Andreas проходит в 1992 году в вымышленном штате Сан-Андреас, состоящем из трёх крупных городов: Лос-Сантос (основан на Лос-Анджелесе), Сан-Фиерро (основанном на Сан-Франциско) и Лас-Вентурас (основан на Лас-Вегасе); в игре главным героем является бывший гангстер Карл Джонсон, более известный как Си-Джей (англ. CJ), который возвращается домой после убийства своей матери в свою прежнюю банду и преступную жизнь, сталкиваясь с коррумпированными властями и влиятельными преступниками.
Все три игры были переработаны для Definitive Edition, в частности была улучшена система освещения, обновлены модели транспортных средств и персонажей, добавлена новая навигация и дизайн игрового интерфейса, а также улучшены тени, отражения и дальность прорисовки. Элементы управления также были обновлены в соответствии с Grand Theft Auto V, добавлена система автосохранений. На Nintendo Switch игра включает в себя прицеливание гироскопом и поддержку сенсорного экрана. Некоторые музыкальные треки и читы из оригинальных версий игр были удалены.

## Разработка
Grand Theft Auto: The Trilogy — The Definitive Edition была разработана Grove Street Games и издана Rockstar Games. Grove Street Games, тогда известная как War Drum Studios, ранее разрабатывала мобильные версии трилогии, а также версии San Andreas для PlayStation 3 и Xbox 360. Definitive Edition разрабатывалась два года и использовала Unreal Engine 4 для рендеринга; оригинальные игры использовали движок RenderWare. Команда разработчиков использовала искусственный интеллект для масштабирования, улучшения качества текстур и реализации GPS-навигации на мини-карте. Rockstar сопротивлялась разработке ремейков видеоигр, поскольку команда обнаружила, что они требуют чрезвычайного внимания к мелочам и больших затрат и в конечном итоге они посчитали, что ремастер — это «способ сохранить названия игр в течение следующего десятилетия с небольшими визуальными и геймплейными улучшениями», не обращая внимания на устаревшие технологии. Grand Theft Auto III было сложнее всего обновить под современные стандарты из-за устаревших используемых технологий; San Andreas же, по словам разработчиков, было намного проще осовременить, поскольку первоначальный художественный отдел научился использовать преимущества доступного на момент разработки оборудования.
Команда разработчиков хотела, чтобы Definitive Edition сохранило ощущение оригинальных игр; для этого они скопировали исходный код физики. Первоначально они попытались восстановить некоторые из основных зданий с нуля (такие как дома персонажей), но заметили несоответствие качества по сравнению с другими зданиями. Некоторые технологии были улучшены по сравнению с оригинальными играми, в то время как другие в конечном итоге были полностью перестроены. Команда использовала программу искусственного интеллекта для масштабирования текстур перед внесением ручных настроек; продюсер Рич Росадо подсчитал, что было изменено более 100 000 текстур. Добавленная функция навигации также была реализована с помощью искусственного интеллекта, используя поиск путей, а также анализ маршрутов, пройденных неигровыми персонажами, хотя это потребовало некоторых ручных настроек; команда сочла эти реализации «лёгкими победами» из-за существующих технологий. Они хотели, чтобы Definitive Edition работало бесперебойно на всех платформах, а также использовало преимущества оборудования более высокого класса.
Команда тщательно изучила все три игры, чтобы определить их отличительные качества, такие как «яркие неоновые цвета» Вайс-Сити и оранжевое небо Сан-Андреаса. Они добавили динамические цвета, которые изменяются в течение игрового дня, и исправили расположение и движение Солнца, Луны, звёзд и облаков. Они также изменили некоторые погодные эффекты, такие как проливной дождь, скопление луж и их отражения. Если в оригинальных играх использовалось «искусственное освещение» — «освещение, которое просто возникало из ниоткуда, потому что нам просто нужно было осветлять сцену в некоторых местах, таких как кат-сцены», то Definitive Edition использует освещение с неба, что вынудило команду добавить искусственное освещение, чтобы избежать темноты в некоторых местах, таких как фонарные столбы в переулках. Все деревья и листва в играх, а также некоторые элементы дизайна интерьера были заменены более качественными текстурами из Grand Theft Auto V; команда хотела, чтобы они естественным образом вписывались в окружающую среду.
Росадо утверждал, что «один только рендеринг освещения казался непреодолимым на раннем этапе» из-за масштаба ремастеринга трёх игр одновременно, особенно необъятности Сан-Андреаса. Команда избегала того, чтобы игры выглядели слишком реалистично, поскольку чувствовала, что персонажи, чьи данные о захвате движения были закодированы в оригинальных карикатурных каркасных моделях, будут выглядеть неуместно. Они хотели, чтобы персонажи сохранили свой первоначальный внешний вид, отметив, что игра «должна выглядеть такой, какой вы её помните». Они столкнулись с трудностями при работе над персонажами, поскольку чувствовали, что добавление деталей «там, где раньше их не было», может противоречить «мысленному образу» дизайна персонажей, которым обладали игроки; команда проконсультировалась с разработчиками Rockstar North, в том числе с некоторыми оригинальными художниками игр. Большая часть материалов из оригинальных игр, таких как исходный звук, текстуры, справочные материалы и модели персонажей, не была найдена из-за отсутствия архивов, поскольку оригинальная команда разработчиков «никогда не думала, что [им] придётся вернуться к этим проектам». При создании одного из элементов внутриигрового интерфейса использовались бесплатные картинки из фотостока.

## Выпуск
О существовании Definitive Edition впервые сообщил в августе 2021 года игровой сайт Kotaku, заявив, что его разработкой руководила Rockstar Dundee. Сообщалось, что трилогия будет построена на игровом движке Unreal Engine 4. Слухи и рассуждения в СМИ продолжились в сентябре после того, как Комитет по рейтингу и администрированию игр в Южной Корее присвоил трилогии возрастной рейтинг, а в начале октября после обновления Rockstar Games Launcher в него были включены данные, относящиеся к новым играм, такие как логотипы, загрузочные экраны и достижения. Официально, Rockstar анонсировала ремастер под названием Grand Theft Auto: The Trilogy — The Definitive Edition 8 октября 2021 года. Это произошло в месяц 20-летней годовщины с момента выхода игры Grand Theft Auto III. Тогда же стало известно, что ремастер выйдет на платформах Windows, Nintendo Switch, PlayStation 4, PlayStation 5, Xbox One и Xbox Series X/S до конца 2021 года, а в первой половине 2022 года он будет доступен для устройств на Android и iOS. Однако официальная дата релиза сборника стала известна в ноябре 2023 года — The Definitive Edition выйдет 14 декабря того же года на сервисе Netflix и станет доступна только для подписчиков. Портированием The Definitive Edition на телефоны занималась студия Video Games Deluxe. Согласно сообщению Rockstar, все три переработанные игры «будут включать в себя всесторонние обновления, включая графические доработки и современные улучшения игрового процесса, сохраняя при этом классический вид и атмосферу оригиналов».
13 октября 2021 существующие оригинальные версии трёх игр были сняты с продажи из цифровых магазинов на консолях и Windows. Аудитория и журналисты раскритиковали этот шаг, ссылаясь на проблемы с сохранением видеоигр, отсутствием выбора между версиями, и возможности удаления музыки в новых версиях из-за истёкшим сроком действия лицензии, что произошло с предыдущими переизданиями. Уэсли Ин-Пул из Eurogamer назвал это решение «ударом по сохранению видеоигр» и сказал, что оно плохо сказывается на выборе игроков. После выпуска игры Rockstar подтвердила, что музыка игры соответствовала последним переизданиям трилогии в 2014 году, при этом было обнаружено более 30 песен, которые отсутствовали в Vice City и San Andreas. Некоторые читы также были удалены из игры, поскольку они «плохо работали» на движке Unreal Engine. 19 ноября Rockstar объявила, что оригинальные версии игр будут выпущены в виде набора в Rockstar Store; они будут бесплатно доставлены владельцам The Definitive Edition 3 декабря и будут доступны для всех тех, кто купит обновлённую трилогию игры до 30 июня 2022 года. Кроме того, в рамках зимней распродажи 2021 года все покупатели сборника в магазине Rockstar до 5 января могли на выбор бесплатно взять одну из пяти игр издателя: Grand Theft Auto V: Premium Edition, Grand Theft Auto IV: Complete Edition, Max Payne 3, L.A. Noire и Bully: Scholarship Edition. 19 января 2023 года трилогия ремастеров вышла в Steam с поддержкой Steam Deck; 15 февраля сборник также стал доступен в Epic Games Store.
Трейлер обновлённой трилогии вышел 22 октября 2021 года — в день 20-летия выхода оригинальной версии GTA III для PlayStation 2. Было объявлено, что релиз The Trilogy — The Definitive Edition состоится 11 ноября. В этот же день был запущен официальный сайт обновлённого набора, на котором были представлены синопсисы игр, скриншоты из них и список основных изменений. Также была открыта возможность оформить предзаказ трилогии для ПК, PlayStation, Xbox и Switch. Версии игры для Android и iOS должны быть выпущены в первой половине 2022 года. Позднее Take Two обновила дату выпуска ремастеров на мобильные устройства до финансового года, заканчивающегося 31 марта 2023 года. Ещё стало известно, что на релизе владельцы подписки Xbox Game Pass на консолях Xbox One и Xbox Series X/S получат обновлённую GTA: San Andreas бесплатно, а до 31 января 2022 года ремастер третьей части будет доступен на видеостриминговом сервисе PlayStation Now. Ремастер Vice City также стал доступен в PlayStation Now до мая 2022 года.
Ожидалось, что трилогия будет выпущена 11 ноября в 10 часов утра по восточному стандартному времени (UTC-05:00), но ошибка в PlayStation Store привела к тому, что предварительные заказы открывались в полночь локально, предоставляя игрокам в Австралии и Новой Зеландии доступ более чем на 24 часа раньше запланированного для PlayStation 4 и PlayStation 5. После выпуска игры Rockstar Games Launcher отключился примерно на 28 часов для «временного обслуживания», что сделало игру неиграбельной и недоступной для покупки в Windows; игра оставалась недоступной после восстановления лаунчера, в то время как Rockstar «удаляла непреднамеренно включённые файлы» в игре. На основании информации, обнародованной некоторыми СМИ, журналисты предположили, что эти файлы включают в себя удалённые песни радиостанций и скрытые заметки от разработчиков во всех частях трилогии, а также модификацию «Hot Coffee» в San Andreas. После трёх дней недоступности, версия для Windows была восстановлена 14 ноября. 19 ноября 2021 года Rockstar объявила, что будет работать над исправлением и улучшением трилогии с помощью обновлений, первое из которых было выпущено на следующий день. 30 ноября в San Andreas был добавлен туман, закрывающий края карты. 1 марта следующего года Rockstar выпустила крупнейшее обновление на всех платформах, которое повысило стабильность трёх игр и исправило сотни графических и технических недостатков — основные исправления коснулись производительности и оптимизации, а также многочисленных случаев неправильной коллизии объектов, персонажей и ландшафта. Также разработчики исправили некоторые ошибки, которые возникали во время прохождения определённых миссий. Последний патч вышел в октябре — в настройках графики появилась опция с эффектом размытия и слегка изменена анимация выбора оружия. В мобильных версиях были исправлены некоторые ошибки и добавлена опция освещения из оригинала. 12 ноября 2024 года это обновление стало доступно на ПК, PlayStation и Xbox, при этом упоминание первоначальных разработчиков, Grove Street Games, было удалено с начального экрана загрузки ремастеров.

## Критика
| Сводный рейтинг       | Сводный рейтинг                                |
| Агрегатор             | Оценка                                         |
| --------------------- | ---------------------------------------------- |
| Metacritic            | XSXS: 56/100 PS5: 54/100 PC: 49/100 NS: 46/100 |
| OpenCritic            | 54/100                                         |
| «Критиканство»        | 34/100                                         |
| Иноязычные издания    |                                                |
| Издание               | Оценка                                         |
| Destructoid           | 4,5/10                                         |
| GameSpot              | 4/10                                           |
| IGN                   | 5/10                                           |
| Nintendo Life         | (NS) 4/10                                      |
| Video Games Chronicle | (NS) · (PS5)                                   |
| Русскоязычные издания |                                                |
| Издание               | Оценка                                         |
| StopGame.ru           | «Мусор»                                        |

Версия Definitive Edition получила «смешанные отзывы» для PlayStation 5 и Xbox Series X/S на основе 43 и 11 обзоров на Metacritic, соответственно и «в целом отрицательные отзывы» для Windows и Nintendo Switch на основе 8 и 10 обзоров. Джордан Миддлер из Video Games Chronicle охарактеризовал сборник как «далеко не окончательный», а Крис Шайв из Hardcore Gamer написал, что «все эти игры являются шедеврами и заслуживают лучшего переиздания, чем то, что нам предложили Rockstar». Джастик Кларк из GameSpot выразил возмущение Rockstar Games, «которая известна своим высоким качеством и большим вниманием к мелочам в играх, таких как Red Dead Redemption 2, и эта же компания публикует настолько плохое переиздание своих культовых шедевров». Джер Жоффард из Jeuxvideo.com похвалил графическую составляющую ремастера, указав в качестве недостатков многочисленные баги, проблемы с производительностью и вырезанный контент игры.
Дэн Ромер из Destructoid написал в своей рецензии, что обновлённые визуальные эффекты «выглядят довольно солидно», особенно похвалив неоновые вывески Вайс-Сити, но в целом назвал ремастер «той коллекцией, которая испортила все надежды на достойный ремастер культовых частей». Кристофер Джордж Тевтон из Screen Rant назвал Definitive Edition «торопящимся к выходу ремастером, далеко не окончательным, но лучшим для того, чтобы познакомить современную аудиторию с культовой франшизой». Огилви Тристан из IGN высказалась об ремастерах крайне отрицательно, назвав Definitive Edition «дефектным, разочаровывающим и удивительно неуважительным по отношению к трём классическим играм и их многочисленным легионам поклонников». Зак Цвизен из Kotaku описал улучшенную графику как «временами ошеломляющую и отвлекающую», похвалив некоторые геймплейные улучшения и окружение, в частности, деревья и листву, но отметив некоторые сломанные или неправильно увеличенные текстуры. Джош Уайз из VideoGamer.com обнаружил, что увеличение расстояния прорисовки и изменение освещения удалили из игр ощущение большого пространства и мрака, отметив, что в Grand Theft Auto III и San Andreas не хватает «серо-зелёного фильтра» и «дымки», соответственно. Кларк из GameSpot повторил это мнение и подчеркнул важность художественного направления, отметив, что настроение и индивидуальность игр, городов и персонажей были в значительной степени утрачены. Сэм Мачкович из Ars Technica назвал освещение «лучшей составляющей» трилогии, назвав прочие аспекты — геймплей, текстуры, звуки «не соответствующими современным AAA-играм».
Обозреватель «Игромании» Станислав Клайд назвал сборник «Потраченным ремастером», отметив устаревший геймплей, многочисленные баги и сомнительные художественные решения разработчиков. Редакция StopGame.ru дала ремастеру оценку «мусор», отметив в положительном плане лишь незначительные геймплейные изменения, выразив негодование дизайном персонажей, текстурами с ошибками, оптимизацией, вырезанным контентом и высокой ценой, не соответствующей качеству. Кирилл Русаков из редакции Cybersport.ru назвал ремастер «почти во всём хуже оригинальных игр», дав игре 4 балла из 10. VgTimes.ru назвала обновлённую трилогию «ремастером, который поражает воображение», назвав баги, устаревшую графику и плохой геймплей основными проблемами в ремастере.
Несмотря на разгромные оценки, критики положительно оценили добавление автоматических контрольных точек между миссиями, колесо выбора оружия, навигацию по мини-карте и улучшенное управление, которое сделало игру поприятней и проще. Но Огилви из IGN также отмечал постоянные ошибки при создании маршрута к пользовательской точки, а автосохранения во всех трёх играх были непоследовательно размещены. Ромер из Destructoid назвал перестрелки «разочаровывающе похожими на оригинальные игры». При этом большинство критиков были возмущены удалением некоторых песен из радиостанций.
Обновлённый дизайн персонажей получил крайне неоднозначные отзывы. Сэм Мачкович из Ars Techinca написал, что персонажи в целом «неплохо» выглядят, хотя и отметил просто «ужасные модели» некоторых. Огилви из IGN также отметил, что персонажи изредка отвлекают во время кат-сцен. Hardcore Gamer похвалил обновлённую модель Клода из третьей части, но раскритиковал NPC из всей трилогии, назвав их «ужасными мутировавшими мерзостями». Jeuxvideo.com назвал дизайн персонажей «мультяшным», что в корне не сочетается с реалистичными графическими изменениями, из-за чего персонажи потеряли часть своей харизмы. Кэмерон Кунцельман из Polygon и Джо Ромер из Destructoid раскритиковали обновлённый вид Томми, назвав его «куклой солдата Джо» и «раздутым Кеном из Барби» соответственно.
Некоторые рецензенты столкнулись с ошибками и сбоями при прохождении. По мнению Кристофера Джорджа Тевтона из Screen Rant, самой нестабильной игрой из обновлённой трилогии была Vice City. Мачкович из Ars Techinca посчитал, что ремастеры даже не используют преимущества оборудования Xbox Series X и PlayStation 5, Сэмми Баркер из Push Square даже отмечал падение FPS на последней консоли. Но особой критике подверглась версия для Nintendo Switch — отмечалось неудобное управление, постоянные падения FPS, некачественно проработанные текстуры по сравнению с другими платформами и высокая цена в магазине Nintendo. Проходя сборник на Steam Deck в 2023 году, Джеймс Арчер из Rock, Paper, Shotgun «всё ещё более отстойным», отметив баги, проблемы с производительностью, плохое освещение и анимации, а также постоянные падения кадровой частоты.
Grand Theft Auto: The Trilogy — The Definitive Edition игровые издания считают главным провалом 2021 года. Согласно опросу читателей сайтов Игры Mail.ru и «Канобу», сборник стал самым главным разочарованием года, обогнав Battlefield 2042 с двукратным отрывом; редакция первого сайта также включила The Definitive Edition в список главных провалов 2021. Сайт-агрегатор Metacritic поставил версию для Nintendo Switch на шестую позицию списка «10 худших видеоигр 2021 года». Обозреватели «Игромании» Сергей Цилюрик и Денис Павлушкин поставили её на первую строчку пятёрки главных разочарований года — кроме многочисленных технических проблем, рецензенты отметили, что ремастеры выдают себя за «наилучшие» и окончательные версии, подметив, что «классическая» трилогия заслуживала максимально щепетильного отношения к себе.

### Отзывы игроков
Сразу после выхода игра подверглась ревью-бомбингу на агрегаторе рецензий Metacritic, в результате чего пользовательская оценка игры достигла нижнего значения 0,4 из 10, что является одним из самых низких показателей на сайте. Журналисты обратили внимание на то, что в некоторых отзывах пользователей говорилось о недовольстве художественным стилем игры и отсутствии предварительных копий, разосланных прессе, при этом некоторые пользователи потребовали возврата денег. Также обозреватели отметили негативную реакцию игроков на необычный внешний вид некоторых обновлённых моделей персонажей, текстурные дефекты на внутриигровых поверхностях, проблемы, связанные с увеличением дальности прорисовки, а также баги моделей и физики.
Уже через несколько дней после выхода сборника энтузиасты-моддеры принялись за исправление багов и графики — третья часть и Vice City получили улучшение дорожных текстур, а в San Andreas сделали картинку более чёткой, доработав освещение и подняв разрешение всех текстур и теней.

### Ответ разработчиков
В ответ на негативный приём игры генеральный директор Grove Street Games Томас Уильямсон сказал, что ему «нравится этот беспрецедентный уровень внимания к нашей студии». 19 ноября 2021 года Rockstar извинилась за технические проблемы, признав, что игры «не были запущены в состоянии, которое соответствует нашим собственным стандартам качества или стандартам, которые ожидают наши фанаты». Rockstar также сообщила, что члены команды разработчиков подвергались преследованиям в Интернете, и призвала своё сообщество «поддерживать уважительный дискурс вокруг этого релиза». Глава Take-Two Interactive Штраус Зельник же был противоположного мнения и заявил, что сборник «здорово» себя показал, а на запуске был глюк, который исправили, при этом, не указав, какой именно. Его заявление вызвало гнев со стороны игроков и игровых журналистов, которые сочли, что глава Take-Two пытался преуменьшить основные проблемы ремастеров. В феврале Зельник всё же признал, что у обновлённой трилогии «действительно были определённые проблемы с качеством», а студия разработчиков не справилась с должным, но отметил, что все недостатки решаются. Негативная реакция на The Definitive Edition привела к тому, что Rockstar решили приостановить разработку ремастеров Grand Theft Auto IV и Red Dead Redemption, сосредоточившись на следующей части.

### Продажи
В Великобритании сборник занял восьмое место в чарте самых продаваемых игр ноября 2021 года и двадцатое за декабрь. Данные приведены на основе проданных физических и цифровых копий, хотя трилогия в ноябре была доступна исключительно по цифровой дистрибуции. После выхода коробочных изданий The Definitive Edition попала на шестую позицию еженедельника Великобритании, основанного на продажах дисков. 67 % проданных физических копий пришлись на PlayStation 4, остальные проценты — на консоли Xbox. На следующей неделе продажи дисков со сборником сильно упали на 70 %, вследствие чего трилогия опустилась на 23 место, а после и вовсе выбыла из топ-40. В США The Definitive Edition стал 57-й самой продаваемой игрой января и 16-м в феврале.
Согласно статистике PlayStation Store, сборник стал третьей самой продаваемой игрой для PlayStation 5 на территории Европы и Северной Америки. Версия для PlayStation 4 же заняла шестое место по продажам в Северной Америке и восьмое в Европе. В декабре трилогия заняла двадцатое место самых продаваемых игр месяца на PlayStation 5 в Европе и семнадцатое в целом за 2021 год. По данным от «М.Видео — Эльдорадо», сборник попал в пятёрку самых продаваемых игр на консолях Xbox за третий квартал 2022 года. В январе 2023 года The Definitive Edition дебютировала на восьмом месте чарта продаж Steam по выручке.
Точное число продаж неизвестно, но, по подсчётам журналистов, к декабрю 2021 года вероятный тираж проданных копий составил десять миллионов. В феврале 2022 Штраус Зельник сообщил, что продажи сборника превзошли все ожидания, и компания чувствует себя «очень хорошо в отношении того, как трилогия показала себя в коммерческом плане», хотя аналитик Wedbush Securities Майкл Пачтер сказал, что «все знают, что она показала плохие результаты».
Релиз мобильных версий ремастеров поспособствовал увеличению загрузок в три раза, и на сегодняшний день трилогия считается «самым успешным релизом» для Netflix — по совокупности сборник загрузили более восемнадцати миллионов раз.